# Rio Muskingum
O rio Muskingum (em inglês:  Muskingum River; em shawnee: Wakatamothiipi) é um afluente do rio Ohio, pela sua margem direita, que discorre integralmente pelo estado do Ohio, nos Estados Unidos. O rio Muskingum tem uma longitude de 177 km, mas com uma de suas fontes, o Tuscarawas, de 209 km, chega até os 386 km.
Na actualidade o rio é navegável grande parte de sua longitude através de uma série de eclusas e represas.
No século XIX, foi uma rota comercial importante, fluindo geralmente para o sul através da região de colinas orientais do Ohio. Através do rio Ohio, era e é parte da bacia do rio Mississippi.

## Curso

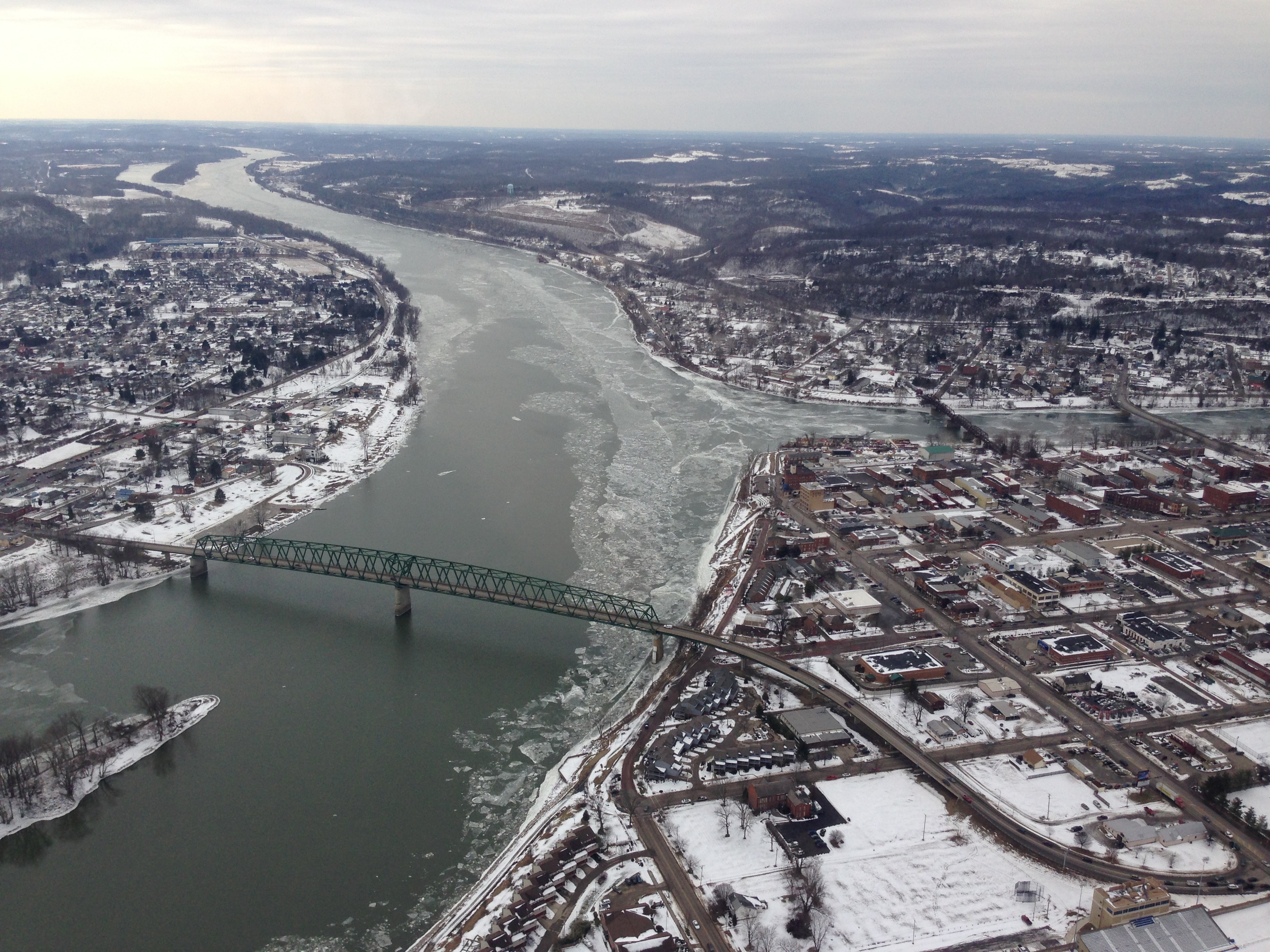
Vista aérea do Ohio e o em Marietta.

O rio Muskingum forma-se em Coshocton (11 216 hab. em 2010), na parte centroriental do Ohio, pela confluencia dos rios Tuscarawas (209 km) e Walhonding (195,8 km).Flui num curso serpenteante para o sul para além de Conesville (347 hab.) e Dresden (1 529 hab.) até Zanesville (25 487 hab.) ; depois encaminha-se para o sudeste passando por South Zanesville (1 989 hab.), Philo (733 hab.), Gaysport, Malta (671 hab.), McConnelsville (1 784 hab.), Beverly (1 313 hab.), Lowell (549 hab.), Stockport (503 hab.)  e Devola (2 652 hab.). Une-se ao Ohio em Marietta (14 085 hab.) .
Ao longo de seu curso, o Muskingum recolhe as águas do arroio Wills (de 148.4 km, cerca de Conesville); do arroio Wakatomika (de (68.6  km, em Dresden); do rio Licking (de 65 km, em Zanesville); do arroio Moxahala (de 47.0 km, em South Zanesville); e do arroio Wolf (cerca de Beverly)

## História
O nome Muskingum deriva da palavra shawnee mshkikwam ('terreno pantanoso'), tomado para significar 'olho de ciervo' (mus wəshkinkw) em língua lenape por etimologia popular. Historicamente, também era o nome de uma grande aldeia wyandot ao longo do rio.
Como parte de uma expedição para afirmar o domínio francês em todo o vale do Ohio, Pierre Joseph Céloron enterrou a 15 de agosto de 1749 na confluência dos rios Muskingum e Ohio uma placa de chumbo que reclamava a região de França.
O conhecido navegador de fronteira, Christopher Gist, chegou ao afluente do arroio Big Sandy a 4 de dezembro de 1751. Viajando rio abaixo, registou sua chegada a 14 de dezembro a Muskingum, a aldeia ocidental dos wyandot, na actual Coshocton. Ali permaneceu durante o seguinte mês.
Mariettafoi fundada em 1788 como o primeiro assentamento estadounidense permanente no Território do Noroeste, na desembocadura do rio Muskingum no rio Ohio. A massacre de Big Bottom ocorreu ao longo das suas ribeiras em 1791.
Zanesville foi colonizada pelos estadounidenses de origem europeia em 1799, no lugar onde a Zane's Trace cruzava o Muskingum na desembocadura do rio Licking. Em meados do século XIX, o Muskingum era uma importante rota comercial, com presas e esclusas que controlavam o nível do água para permitir que os barcos subissem e descessem pelo rio. Com a diminuição do transporte fluvial em Ohio na década de 1920, as eclusas caíram em mau estado. Desde a década de 1960, as esclusas têm sido consertadas para permitir que as embarcações de recreio viajem toda a longitude navegável do rio. A via fluvial de Muskingum é um dos poucos sistemas que se mantêm nos E.U.A. com eclusas de accionamento manual. O sistema de navegação tem sido designado Meta histórica de engenharia civil (Historic Civil Engineering Landmark). Em 2006, foi designado «Um caminho áquático do Ohio» (An Ohio Water Trail); esta designação propícia um melhor acesso em canoa no rio.
Localizado ao norte da linha Mason-Dixon, desde ao redor de 1812 até 1861, o rio Muskingum foi uma importante rota ferroviária subterrânea utilizada pelos escravos fugitivos que escapavam do Sul em sua viagem para o norte até lago Erie e Canadá.

## Organizações sem ânimo de lucro
A «Friends of the Lower Muskingum River» é um comissão fiel de terras sem fins de lucro com sede em Marietta, relacionado com a protecção do rio Muskingum e as terras adjacentes. Ademais, o «Muskingum River Conservation District» (Distrito de Conservação do Rio Muskingum) é uma entidade quasi governamental que se ocupa do controle de inundações no rio.

## Variantes do nome
De acordo com o Geographic Names Information System (Sistema de Informação de Nomes Geográficos), o rio Muskingum também se conheceu como:
- rio Big Muskingum
- rio Elk
- rio Mouskindom
- rio Mushkingum
- rio Muskingham
- Riviere Chiagnez